# Hilal Altınbilek
Hilal Altınbilek   (Esmirna, 11 de febrer de 1991) és una actriu turca.

## Vida i carrera
Altınbilek va néixer l'11 de febrer de 1991 a Esmirna. La seva família és albanesa, de Mitrovica, Kosovo. Es va interessar per la interpretació mentre estava a l'escola primària. Mentre estudiava a l'Ege University School of Communications, va començar a actuar. Després va participar en un concurs de bellesa, en el qual es va classificar entre les 5 millors. Posteriorment va començar a treballar com a model. Entre 2009 i 2010 va estudiar interpretació al Müjdat Gezen Art Center d'Istanbul. També va ser formada per Contemporary Drama Society i Ali Haydar Elçığ. Altınbilek va fer el seu debut televisiu el 2011 amb un paper a Derin Sular al costat de Şükrü Özyıldız. El 2013 es va unir al repartiment de Karagül com Özlem, actuant al costat d'Ece Uslu, Şerif Sezer i Mesut Akusta. La sèrie va suposar un gran avenç en la seva carrera. El 2016, va aparèixer a la sèrie de televisió Hayatımın Aşkı, interpretant el paper de Nil. Des del 2018, interpreta el personatge de Züleyha a la sèrie de televisió Bir Zamanlar Çukurova. Va fer el seu debut cinematogràfic amb la pel·lícula dramàtica Çocuklar Sana Emanet, escrita i dirigida per Çağan Irmak, en la qual va compartir el paper principal amb Engin Akyürek.

## Filmografia

### Televisió
| Curs      | Títol                 | Rol            | Notes              |
| --------- | --------------------- | -------------- | ------------------ |
| 2011      | Derin Sular           | İrem           |                    |
| 2013–2016 | Karagül               | Özlem Şamverdi |                    |
| 2016      | Hayatımın Aşkı        | Nil            |                    |
| 2018–     | Bir Zamanlar Çukurova | Züleyha        | paper protagonista |

### Pel·lícula
| Curs | Títol                | Rol   | Notes |
| ---- | -------------------- | ----- | ----- |
| 2018 | Çocuklar Sana Emanet | Yesim |       |